# Список керівників держав 1489 року
Список керівників держав 1489 року — це перелік правителів країн світу 1489 року.
Список керівників держав 1488 року — 1489 рік — Список керівників держав 1490 року — Список керівників держав за роками

## Європа
- Англія
  - Король Англії — Генріх VII (1485—1509)
- Балканський півострів
  - Герцогство Архіпелагу — Джованні III (1480—1494)
  - Зета (держава) — Іван I Црноєвич (1465—1490)
  - Кіпрське королівство — Катерина Корнаро (1474—1489). Венеційський Кіпр.
  - Сербський деспотат — титулярний деспот Джордже Бранкович (1485—1497)
- Балтія
  - Велике князівство Литовське — Казимир IV Ягеллончик (1440—1492)
  - Дерптське єпископство — Дитріх V Гаке (1485—1498)
  - Езель-Вікське єпископство — Петер Ветберг (1471—1491)
  - Курляндське єпископство — Мартін Левітц (1473—1500)
  - Лівонський орден — ландмейстер — Йоганн Фрейтаґ фон Лорінґгофен (1483—1494)
  - Ризьке архієпископство — Міхаель Гільдебранд (1484—1509)
  - Держава Тевтонського ордену — великий магістр — Мартін Трухзес фон Ветцгаузен (1477—1489); Йоганн фон Тіфен (1489—1497)
- Білорусь
  - Кобринське князівство — Іван Семенович (1455—1491)
- Ірландія
  - Айргіалла — Аод Ог мак Аода Руайд (1485—1496)
  - Десмонд —Тадг Ліах Мак Карті (1469—1503)
  - Тір Еогайн — Конн мак Ейнрі (1483—1493)
  - Томонд — король Конхобар на Шрона О'Бріан (1466—1496)
- Італія
  - Венеційська республіка — дож Агостіно Барбаріго (1486—1501)
  - Графство Гвасталла — П'єтро Гвідо II Тореллі (1486—1494)
  - Мантуанське герцогство — маркіз Франческо II Гонзага (1484—1519)
  - Міланське герцогство — Джан Галеаццо Сфорца (1476—1494)
  - Мірандола (герцогство) (Ducato della Mirandola) — Галеотто I Піко делла Мірандола (1467—1499)
  - Герцогство Масси і Каррари — Альберіко II Маласпіна (1481—1519)
  - Герцогство Модени і Реджо — Ерколе I д'Есте (1471—1505)
  - Маркграфство Монферрат — Боніфацій III (1483—1493)
  - Неаполітанське королівство — Фердинанд I (1458—1494)
  - Салуццо (маркграфство) — Лодовіко II (1475—1487); до 1490 втратив володіння
  - Сардинське королівство — Фернандо II (1479—1516)
  - Королівство Сицилія — Фернандо II (1479—1516)
  - Сора (герцогство) — Джованні делла Ровере (1475—1501)
  - Принц-єпископство Тренто — Удальріко Фрундсберг (1488—1493)
  - Урбіно (герцогство) — Гвідобальдо да Монтефельтро (1482—1508)
  - Феррарська сеньйорія — Ерколе I д'Есте (1471—1505)
  - Маркграфство Фінале — Альфонсо I дель Карретто (1482—1499)
- Кавказ
  - Грузинське царство — Костянтин II (1478—1490)
  - Гурійське князівство — Гіоргі II Гурієлі (1483—1512)
  - Самцхе-Саатабаго — Кваркваре II Джакелі (1452—1498)
  - Кахетинське царство — Олександр I (1476—1511)
- Німеччина
  - Герцогство Австрія — Сигізмунд (1439—1490)
  - Князівство Ангальт — Ангальт-Цербст (князівство) — Адольф (1480—1508); Ангальт-Дессау — Ернст (1474—1516; з братами); Ангальт-Кетен — Філіп (1475—1500)
  - Ансбах (князівство) — Фрідріх I (1486—1515)
  - Баварсько-Мюнхенське герцогство — Крістоф (1468—1493)
  - Баденське маркграфство — Христоф I (1475—1515)
  - Байройт (князівство) — Зігмунд (1486—1495)
  - Берг (герцогство) — Вільгельм (1475—1511)
  - Берхтесгаден (пробство) — Ульріх ІІ Пернауер (1486—1496)
  - Маркграфство Бранденбург — курфюрст Йоган Цицерон (1486—1499)
  - Герцогство Брауншвейг-Люнебург — Генріх ІІІ Середній (1471—1520)
  - Принц-єпископство Бріксен — Георґ Гользер (1471—1489); Мельхіор фон Мекау (1489—1509)
  - Вадуц (графство) — Зигмунд I (1477—1489); Людвіг II (1488? — 1504)
  - Графство Вюртемберг — граф — Ебергард I (1459—1495)
  - Вюрцбург (принц-єпископство) — Рудольф фон Шеренберг (1466—1495)
  - Гессен (ландграфство) — Вільгельм I (1471—1493)
  - Гессен-Марбург — Вільгельм III (1483—1500)
  - Геттінген (князівство) — Фрідріх III (1471—1520)
  - Принц-єпископство Гільдесгайм — Бертольд II Ландсберзький (1481—1502)
  - Гольштейн-Піннеберг — Еріх (1474—1492)
  - Гоя (графство) (Grafschaft Hoya) — Гойя-Гойя — Отто VII (1451—1497); Гойя-Ніенбург — Йобст I (1466—1497)
  - Архієпископ Зальцбургу — Йоганн Беккеншлагер (1487—1489); Фрідріх фон Шаумберг (1489—1494)
  - Зіммерн-Цвайбрюккен — пфальцграф Людвіг I Пфальц-Цвейбрюккенський (1459—1489); Каспар (489—1490)
  - Каммін (єпископство) — Бенедикт (1485—1495)
  - Герцогство Каринтія — Фрідріх III (1424—1493)
  - Кельнське курфюрство — Герман IV (1475—1508)
  - Кенігсегг (Königsegg) — барон Марквард (1470—1500)
  - Клеве (герцогство) — Йоганн II (1481—1521)
  - Констанц (князівство-єпископство) — Отто IV фон Зонненберг (1474—1491)
  - Курпфальц — Філіп (1476—1508)
  - Ландсгут-Баварське герцогство — Георг (1479—1503)
  - Ліппе-Детмольд — Бернард VII (1429—1511)
  - Любекське князівство-єпископство — Альберт II Круммендік (1466—1489); Томас Гроте (1489—1492)
  - Архієпископ Майнца Бертольд фон Хеннеберг (1484—1504)
  - Марк (графство) — Йоганн II (1481—1521)
  - Мекленбург-Шверін — Магнус II Мекленбурзький (1477—1503)
  - Нассау-Саарбрюккен — граф Йоганн Людвіг фон Нассау-Саарбрюкен (1472 (до 1490 під опікою) — 1545)
  - Графство Ольденбург — Адольф (1482—1500)
  - Падерборнське князівство-єпископство — Симон II цур Ліппе (1463—1498)
  - Герцогство Померанія — Богуслав X (1474—1523)
  - Равенсберг (графство) — Вільгельм (1475—1511)
  - графство Рітберг — Йоганн I (1472—1516)
  - Саксен-Лауенбург — Йоганн V (1463—1507)
  - граф Тиролю — Сигізмунд (1439—1490)
  - Фельденц (графство) — Людвіг I Пфальц-Цвейбрюккенський (1459—1489); Александр (1489—1514)
  - Хахберг-Заузенберг — Філіп (1487—1503)
  - Герцогство Штирія — Фрідріх III (1424—1493)
  - Юліх-Берг — герцог Вільгельм (1475—1511)
- Піренейський півострів
  - Королівство Арагон — Фернандо II (1479—1516)
  - Королівство Португалія — король Жуан II (1481—1495)
  - Королівство Наварра — Катерина I (1483—1517)
  - Гранадський емірат — Мухаммад XII (1487—1492)
- Польща — Казимир IV Ягеллончик (1447—1492)
  - Бжезьке князівство — Людмила з Подебрад (1488—1503)
  - Битомське князівство — до 1498 — в складі земель Чеської корони
  - Варшавське князівство (середньовічне) — Конрад III Рудий (1488—1503)
  - Герцогство Заган — Альбрехт III (1472—1500)
  - Заторське князівство — Ян V Заторський (1468—1494)
  - Зембицьке князівство — Йіндржих I з Подебрад з братами (1472—1498)
  - Козленське князівство — Конрад X Білий (1471—1489); Матвій Корвін (1489—1490)
  - Любінське князівство — у складі Легницького князівства (1488—1505)
  - Немодлінське князівство — Микола II Немодлінський (1476—1497)
  - Олесницьке князівство — Конрад X Білий (1478—1489); Матвій Корвін (1489—1490)
  - Опавське князівство — Янош Корвін (1485—1501)
  - Сцинавське князівство — Янош Корвін (1488—1490)
  - Легницьке князівство — Йоганн II Легницький (1488—1495)
  - Опольське князівство — Ян II Добрий (1476—1521)
  - Тешинське герцогство — Казимир II Цешинський (1477—1523)
  - Черське князівство — Конрад III Рудий (1471—1503)
- Астраханське ханство — Касим I (1471/1476—1495)
- Велика Орда — Саїд-Ахмад II (1485—1491)
- Касимовське ханство — Нур-Девлет (1486—1498)
- Велике князівство Московське — Іван III Васильович (1462—1505)
- Велике князівство Пермське — Матвій I Михайлович (1481—1505)
- Велике князівство Рязанське — Іван Васильович (1483—1500)
- Углицьке князівство — князь-московський намісник Андрій Васильович Большой (Горяй) (1462—1492)
- Казанське ханство — Мухаммед-Амін (1487—1496)
- Румунія; Молдова
  - Волощина — господар Влад IV Чернець (1482—1495)
  - Молдавське князівство — Штефан III (1457—1504)
- Скандинавія
  - король Данії — Юган (1481—1513)
  - Король Норвегії Юган (1481—1513)
  - Швеція — Стен Стуре Старший (1470—1497)
- Угорське князівство — король Матвій Корвін (1458—1490)
- Україна —
  - Дубровицьке князівство — Гольшанський Олександр Юрійович (1481—1511)
  - Сіверське князівство — Василь Іванович Шем'ячич (після 1471—1508)
  - Кримське ханство — Менґлі I Ґерай (1478—1515)
- Королівство Франція — Карл VIII Люб'язний (1483—1498)
  - Герцогство Бар — Рене II Лотарінгський (1480—1508)
  - Бретонське герцогство — Анна I (1488—1514)
  - Бурбон (герцогство) — П'єр II (1488—1503)
  - Гельдерн (графство) — до 1492 Габсбурги
  - Голландія — Габсбурги — Максиміліан I (1482—1494)
  - Графство Ла Марш — П'єр II Бурбон (1477—1503)
  - Люксембург (герцогство) — Філіп I Вродливий (1482—1506)
  - Льєзьке єпископство — Жан IX ван Горн (1482—1506)
  - Монбельяр (графство) — Еберхард V Бородатий (1482—1496)
  - Монако — Ламберт (1458—1494)
  - Оранж (князівство) — Жан IV де Шалон-Арле (1475—1502)
  - Савойське герцогство — Карло I (1482—1490)
  - Графство Фуа — Жан де Фуа (1483—1500)
- Король Богемії (Чехія) — Владислав II Ягеллончик (1471—1516)
- Шотландія
  - Король Шотландії — Яків IV (1488—1513)
- Святий Престол; Папська держава — папа римський — Інокентій VIII (1484—1492)
- Вселенський патріарх — Діонісій I (1488—1490)

## Азія
- Близький Схід
  - Мамелюцький султанат — Кайтбей (1468—1496)
  - Дулкадір (бейлик) — Алауддевле Бозкурт (1479—1515)
  - Рамазаногуллари — Ібрагім II (1480—1510)
  - Османська імперія — Баязид II (1481—1512)
  - Джабридський емірат — Аджвад ібн Заміль (1463—1496)
  - Шаріфат Мекки — Аль-Аділ Мухаммад (1455—1497)
  - Тахіриди (Ємен) — аль-Малік аль-Мансур Тадж ад-Дін Абд аль-Ваххаб ібн Дауд ібн Тахір (1478—1489); аль-Малік аз-Зафір Салах ад-Дін Амір II ібн Абд аль-Ваххаб (1489—1517)
- Персія; Середня Азія
  - Ак-Коюнлу — Султан-Якуб (1478—1490)
  - Держава Ширваншахів — Фаррух Ясар (1465—1500)
  - емір Хорасану Султан-Ахмед Мірза (1470—1494)
- Індія і Шрі-Ланка
  - Ахом — Сухенфаа (1487—1493)
  - Бахмані — Махмуд-шах Бахмані (1482—1518)
  - Бенгальський султанат — Сайф ад-дін Фіруз-шах (1487—1489); Кутб ад-дін Махмуд-шах (1489—1490)
  - Віджаянагарська імперія — Нарасімхарая Салува (1486—1491)
  - Гаджапатське царство — Пурушоттама Дева (1467—1497)
  - Гархвал (держава) — Бахадур Шах (1473—1498)
  - Гуджаратський султанат — Махмуд-шах I Бегара (1458—1511)
  - Делійський султанат — Бахлул Хан Лоді (1451—1489); Сікандар Лоді (1489—1517)
  - Джайпур (князівство) — Чандрасена (1453—1502)
  - Джайсалмер (князівство) — Девідас Сінгх (1457—1497)
  - Джодхпур (князівство) — Джодха (1438?—1489); Рао Сатал (1489—1491)
  - Канді (королівство) — Сенасаммата Вікрамабаху (1469—1511)
  - Кашмірський султанат — Фатіх-шах (1486—1493)
  - Майсур (князівство) — Чамараджа Водеяр II (1478—1513)
  - Малавський султанат — Гійяс-уд-дін-шах (1469—1500)
  - Династія Малла — Ратна Малла (1482—1520)
  - Мевар (князівство) — Раймал Сінґх (1473—1509)
  - Мустанг (королівство) — Цзанчен Ташігон (бл. 1470—1489); Таглам Таспаду (1489? — ?)
  - Хандеський султанат — Міран Аділ-хан II (1457—1503)
  - Джафна (держава) — Сінгай Парарасасегарам (1478—1519)
  - Котте (королівство) — Паракрамабаху VIII (1484—1518)
  - Династія Самма — Джам Нізамуддін II (1461—1508)
- Індонезія; Південно-Східна Азія
  - Аюттхая (королівство) — Бороморача III (1488—1491)
  - Брунейська імперія — Болкіах (1485—1524)
  - Гантаваді — Дгаммазеді (1471—1492)
  - Демак (султанат) — Раден Патах (1475—1518)
  - Династія Ле — Ле Тхань Тонг (1459/1460-1497)
  - Ланна (держава) — Йотчіанграй (1487—1495)
  - Лансанг — Ла Сен Таї (1485/1486-1495)
  - Пагаруюнг — Шрі Рамаварна (1470—1500)
  - Маджапагіт — Бравіджайя VI (1478—1489); Бравіджайя VII (1489—1527)
  - Муанг Мао — Сі Луфа (1480—1500)
  - Могн'їн (князівство) — Нсо Луі Хпа (1486—1519)
  - Ава (М'янма) — Тхіхатхура II (1485? — 1501)
  - Малаккський султанат — Махмуд-Шах (1488—1511)
  - М'яу-У — Мін Долья (1482—1492)
  - П'ї (царство) — Тадо Мінсо (1482—1527)
  - Сунда — Шрі Бадуга Махараджа (1482—1521)
  - Кедах (султанат) — Мухаммад Джива Зейнал Аділін I (1473—1506)
  - Пандуранга — Ван Абдул Кадір Ку Лей (1478—1510?)
  - Пасай — Мухаммад Сіах II (1474—1495)
  - Султанат Сулу — Камаль-Уддін (1480—1519)
  - Тернатський султанат — султан Зайнал Абідін (1486—1500)
  - Тідорський султанат — Джамалуддін (1450—1512)
- Кхмерська імперія — Томмо Рачеа I (1474—1494)
- Накхонситхаммарат (держава) — Кхун Індра І (? — до 1493)
- Китай; Монголія
  - Тибет — десі (регент-володар) — Нґагі Ванпо (1481—1491)
  - Династія Мін — Чжу Ютан (1487—1505)
  - Династія Північна Юань — Даян-хан (1479—1517?)
- Окінава; Королівство Рюкю — Сьо Сін (1476—1526)
- Корея
  - Чосон — Сонджон (1469—1495)
- Середня Азія і Сибір
  - Дербен-Ойрат — Єнган-тайши (1486—1495)
  - Казахське ханство — Бурундук-хан (1474—1511)
  - Мавераннахр — Султан-Ахмед Мірза (1469—1494)
  - Марашіян — до 1492 окуповано Узун-Хасаном
  - Міхрабаніди — Шамс ад-Дін Мухаммад (1480—1495)
  - Ногайська орда — Аббас-бій (1473—1491)
  - Тюменське ханство — Ібак (1465—1495)
- Японія — Імператор Ґо-Цутімікадо (1464—1500)

## Африка
- Адал — Мухаммад ібн Азгар ад-Дін (1487—1518)
- Аллада (держава) — Аджакпа (1475—1490)
- Бамум (держава) — мфон Монжу (1461—1498)
- Борну — Алі-Гаджи (1479? — 1503/1507)
- Буганда — Кіімба (1465—1485/1494)
- Варсангалі (султанат) — гараад Омар (1487—1495)
- Ваттасиди — Мухаммад аш-Шейх аль-Магді (1472—1504)
- Імперія Волоф — Бірайма Куранкан (1488—1492)
- Імператор Ефіопії — Ескендер (1478—1494)
- Заяніди — Абу Абдаллах IV (1470—1505)
- Кілва (султанат) — аль-Хасан ібн Сулейман (1486—1490)
- Королівство Конго — Жуан I (1470—1509)
- Імперія Малі — Махмуд II (1481—1486/1496)
- Мономотапа — мвене-мутапа Мукомберо Н'яхуме (1480—1490)
- Нрі — Езе Нрі Аньямата (1464—1511)
- Мамелюцький султанат — Кайтбей (1468—1496)
- Імперія Сонгаї — Сонні Алі (1464? — 1492)
- Хафсіди — Абу Закарія Ях'я III (1488—1489); Абу Мухаммад Абд ал-Мумін (1489—1490)

## Південна Америка
- Інки — Тупак Юпанкі (1471—1493)

## Північна Америка
- Маяпанська ліга — Кокоми; Печ Коком (1483—1501)
- Імперія Пурепеча — Зуангуа (1479? — 1520)
- Ацтекський потрійний союз — Авіцотль (1486—1502)
- Тескоко (держава) — Незауалпілі (1472—1515)
- Тлакопан — Чімальпопока (1460—1480/1490)
- Тутуль Шіу — Ах-Ц'ун Тутуль-Шіу (1485? — 1498)